# Wiederholpräzision
Wiederholpräzision ist ein Fachbegriff aus dem Bereich der Messtechnik und vor allem der Analytischen Chemie, und beschreibt die Präzision unter Wiederholbedingungen.
Die Wiederholpräzision ist das Ausmaß der Übereinstimmung zwischen Ergebnissen unabhängiger Messungen desselben Analyten, die unter folgenden Bedingungen durchgeführt wurden:
- dasselbe Messverfahren
- derselbe Bearbeiter
- dasselbe Instrument
- derselbe Ort
- dieselben Versuchsbedingungen
- Wiederholung der Messungen innerhalb kurzer Zeitintervalle

Wiederholbedingungen liegen in der Regel dann vor, wenn eine Probe mehrmals kurz hintereinander mit dem gleichen Zubehör untersucht wird.
Im Gegensatz zur Vergleichspräzision sind die Randbedingungen deutlich schärfer definiert.
Die Wiederholpräzision ist eine Eigenschaft des Verfahrens, nicht des Ergebnisses.
Durch Multiplikation der Standardabweichung der Einzelergebnisse mit einem tabellierten Faktor kann eine Wiederholgrenze r für die Differenz zweier Messwerte (Doppelbestimmung) berechnet werden. Für ein Konfidenzniveau von 95 % ist der Faktor näherungsweise 2,8.
Der Faktor 2,8 setzt sich zusammen aus dem t-Wert für zweiseitige 95 %-Konfidenzintervalle von ≈2 für genügend viele Freiheitsgrade und einem Faktor √2, da sich das Konfidenzintervall auf die Differenz zweier Messwerte, die der gleichen Varianz unterliegen (Doppelbestimmung), bezieht.
Zur Bestimmung der Wiederholpräzision sollten mindestens acht Einzelmessungen durchgeführt werden.
Siehe auch: Vergleichspräzision, Laborpräzision, Messsystemanalyse